# Vrigny (Orne)
Vrigny ist eine Ortschaft und eine ehemalige französische Gemeinde mit 369 Einwohnern (Stand: 1. Januar 2022) im Département Orne in der Region Normandie.
Mit Wirkung vom 1. Januar 2015 wurden die früheren Gemeinden Saint-Christophe-le-Jajolet, Marcei, Saint-Loyer-des-Champs und Vrigny zur Commune nouvelle Boischampré zusammengelegt und haben in der neuen Gemeinde den Status einer Commune déléguée. Der Verwaltungssitz befindet sich im Ort Saint-Christophe-le-Jajolet.

## Lage
Nachbarorte sind Sarceaux im Nordwesten, Argentan im Norden, Saint-Loyer-des-Champs im Nordosten, Saint-Christophe-le-Jajolet im Südosten, La Bellière im Süden, Francheville im Südwesten und Fleuré im Westen.

## Bevölkerungsentwicklung
| Jahr      | 1962 | 1968 | 1975 | 1982 | 1990 | 1999 | 2008 | 2015 |
| --------- | ---- | ---- | ---- | ---- | ---- | ---- | ---- | ---- |
| Einwohner | 393  | 346  | 304  | 326  | 302  | 320  | 337  | 358  |